# Милорадівка
Милора́дівка — селище в Україні, у Божедарівській селищній громаді Кам'янського району Дніпропетровської області. Населення складає 170 осіб. До 2016 року орган місцевого самоврядування — Покровська сільська рада.

## Географія
Селище Милорадівка розташоване за 97 км від обласного центру та 87 км від районного центру. За 1,5 км від села розташоване сусіднє село Червоний Орлик. Через селище пролягає електрифікована залізнична лінія Кривий Ріг — Дніпро, на якій розташована однойменна залізнична станція.

## Історія
З 7 березня 1923 року село перебувало в складі Криничанського району Дніпропетровської області.
22 липня 2016 року, в ході децентралізації, Покровська сільська рада об'єднана з Божедарівською селищною громадою Криничанського району.
17 липня 2020 року,  в результаті адміністративно-територіальної реформи та ліквідації Криничанського району, селище увійшло до складу Кам'янського районуМелітопольського району.

## Населення

### Мова
Розподіл населення за рідною мовою за даними перепису 2001 року:
| Мова            | Відсоток |
| --------------- | -------- |
| українська      | 89,4 %   |
| російська       | 7,1 %    |
| російська       | 2,4 %    |
| інші/не вказали | 1,1 %    |